# شیون فومنی
میر احمد سید فخری نژاد، متخلص به شیون فومنی (۳ دی ۱۳۲۵، فومن – ۲۳ شهریور ۱۳۷۷، تهران) از شاعران محبوب و مشهور خطه گیلان در سال ۱۳۲۵ ه.ش در شهرستان فومن دیده به جهان گشود

## زندگی‌نامه

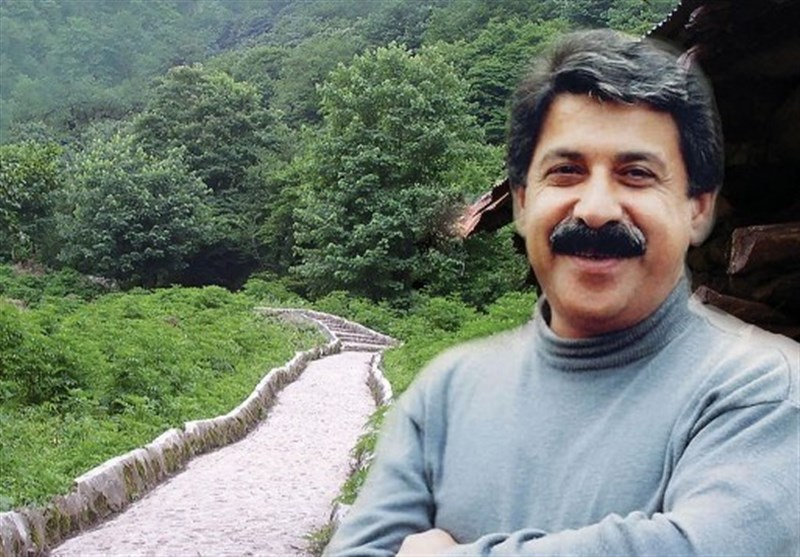

تندیس شیون فومنی در ضلع جنوبی پارک سبزه‌میدان رشت

شیون فومنی در ۳ دی ۱۳۲۵ در شهرستان فومن متولد شد. او تحصیلات ابتدایی و سه سالهٔ خود را در رشت سپری کرد و بعد از آن به کرمانشاه کوچ کرد و سه سالهٔ دوم دبیرستان را تا اخذ دیپلم طبیعی در ۱۳۴۵ در آنجا گذراند. او در کرمانشاه با محافل ادبی و شاعران این شهر ارتباط داشت و با افرادی همچون جعفر درویشیان و عباس درویشی در مراوده بود.
شیون در سال ۱۳۴۶ وارد سپاه دانش در طارم شد و یک سال بعد به استخدام ادارهٔ آموزش و پرورش استان مازندران درآمد و در سال ۱۳۴۸ وارد زندگی زناشویی شد. در کوچی عهده‌دار مدیریت و تدریس در یکی از مدارس فولاد محله ساری گشت و تا سال ۱۳۵۱ به کار تدریس مشغول بود. پس از آن نیز در دیگر نقاط گیلان به این شغل ادامه داد.

## سال‌های پایانی عمر و درگذشت
او در سال ۱۳۷۲ مبتلا به بیماری نارسایی کلیه شد و یک سال بعد برای انجام تراکافت به تهران کوچ کرد و در همین سال با وجود درد شدید موفق به اخذ مدرک تحصیلی لیسانس در ادبیات فارسی، از دانشگاه تربیت معلم شد.
شیون در سال ۱۳۷۶ پس از سال‌ها تدریس، بازنشسته شد.
او در شهریور ۱۳۷۷ پس از یک دوره بیماری مزمن کلیوی و انجام پیوند کلیه در یکی از بیمارستان‌های تهران از دنیا رفت.
آرامگاهش در بقعه سلیمان داراب رشت بنا به وصیتش در کنار مقبرهٔ میرزاکوچک جنگلی و در نزدیکی مزار مادرش قرار دارد.

## شیون فومنی و ادبیات
شیون فومنی به عنوان یکی از شاعران موفق دو زبانه،  شعر محلی و بومی گیلکی را که داشت در محاق فراموشی قرار می‌گرفت سینه به سینه تا آن سوی مرزهای کشورمان اشاعه داد و از سوی دیگر در حوزهٔ شعر فارسی با انتشار مجموعه‌های شعر فارسی و ارائهٔ قالبهای معمول و مرسوم شعر فارسی از شاعران اثرگذار و توانای شعر معاصر به‌شمار می‌رود.
تحقیق و پژوهش در زمینهٔ فرهنگ و ادب گیلان و ارائهٔ مجموعه اشعار گیلکی در قالب غزلیات، منظومه‌ها و دو بیتی‌های محلی از جمله آثار اوست.
علاوه بر اینها، ترانه‌سرایی یکی از جنبه‌های ادبی و هنری شیون است که با مهارت، چیرگی و تسلط بر موسیقی، آواها و ملودی‌های محلی و فارسی از وی به‌عنوان موفق‌ترین شاعر ترانه‌سرا که در این حوزه ترانه‌های متعددی از وی به وسیله خوانندگان نامور خوانده شده، نام برده شده‌است.
شیون در کنار شعر گیلکی و شعر فارسی فعالیت‌های پردغدغه‌ای در سایر حوزه‌های ادبی داشته‌است که از آن جمله است: شعر و ادبیات کودکان، قصه، داستان کوتاه و فیلمنامه (سناریو) که طبعاً برشی دیگر از تواناییهای وی به‌شمار می‌رود.

## آثار فارسی و گیلکی شیون
شیون فومنی در شعر فارسی در دو شیوهٔ کلاسیک و نو اشعار ماندگاری را از خود به یادگار نهاده‌است. غزل‌های شیون، از برجسته‌ترین غزل‌های معاصر شعر فارسی است که وی را در ردیف ممتازترین شاعر غزل‌سرا در حوزهٔ غزل امروز نئوکلاسیک قرارداده‌است.
غزل‌های شیون، شیوهٔ تخیل و فکرپردازی شاعران سبک هندی، تشبیهات، استعارات، تصاویر و زبان امروزی همراه با تمثیل، ترکیب‌سازی، مضمون‌یابی و پارادوکس‌های زیبایی را در خود دارد که البته همهٔ اینها در کنار عناصر بومی و چه با اصطلاحات و ترکیبات زبانی گیلک، همانند: این سفر (این دفعه)، وعده خلافی، خرسخواری، تن شده، چموش پا تاوه و … به واقع دیده می‌شود که کلمات را به راحتی دستکاری می‌کند و با آن‌ها فضای تخیلی می‌سازد.
در غزل‌های او حتی قافیه‌ها بسیار طبیعی و زیبا بجا می‌نمایند. خود او می‌گوید: وزن و قافیه و ردیف اگر اندیشیده آید پوشال کم بهایی است که خار کنی را به کار نمی‌رود.
تشخیص زبانی او مربوط به گزینش لطیف‌ترین واژه‌ها رایج است و ناخودآگاه از واژه‌های خشک و خشن پرهیز می‌کند. وی بلاغت را با تخیل و زیبایی در کنار هم نشانده‌است، به ویژه که سراسر اشعار و مجموعه‌های او هوای شمال را دارد و فضای گیلان را می‌توان در شعر او به وضوح مشاهده کرد. این گونه بوم‌گرایی که از عناصر سبکی اوست، یکی از محصولات نوگرایی نیمایی است که شاعر را با محیط خویش پیوند می‌دهد.
در کنار غزل در حوزهٔ اشعار کلاسیک، رباعی، دو بیتی، مثنوی و قصیده از جمله طبع‌آزمایی‌های شاعر بوده‌است که همواره با توجه به ظرفیت قالبها شاهد توانمندیها و موفقیتهای شیون هستیم.
امّا اشعار نو و اشعار سپید از پر دغدغه‌ترین لحظه‌های سرودن شاعر بوده‌است که چهرهٔ دیگر شاعر را در این قالب به خوبی می‌بینیم که چقدر از ظرفیتهای بیانی، زبانی، عاطفی و … شاعر را با خود به همراه داشته‌است تا بدان پایه که شاعری با آن همه غزل‌های زیبا و دلنشین گرایش خاصی به سرودن اشعار سپید نشان می‌دهد.
1. پیش پای برگ (برگزیده اشعار): این مجموعه شعر برگرفته و برگزیده اشعار فارسی شاعر از قالب غزل، مثنوی، رباعی، دو بیتی، نو و سپید از اواخر دههٔ چهل تا اوایل دهه هفتاد سال‌های شاعری شیون است. ناشر: شاعر، چاپ اول بهار ۱۳۷۴.
2. یک آسمان پرواز (برگزیده اشعار): این مجموعه شعر برگرفته و برگزیده اشعار فارسی شاعر از قالب غزل، رباعی، دو بیتی، شعر نو، شعر سپید از اواخر دههٔ چهل تا اوایل دهه هفتاد سال‌های شاعری شیون است. ناشر: شاعر، چاپ اول بهار ۱۳۷۴.
3. از تو برای تو: این مجموعه در برگیرندهٔ غزل، رباعی، دو بیتی، مثنوی سرودهٔ شاعر است، به کوشش: حامد فومنی. ناشر: خجسته، چاپ اول ۱۳۷۸، ناشر چاپ دوم ثالث
4. رودخانه در بهار: این مجموعه در برگیرندهٔ اشعار سپید شاعر همراه با مقدمه‌ای از شیون در باب دیدگاه وی از شعر و زبان شعری است، به کوشش: حامد فومنی، ناشر: خجسته، چاپ اول ۱۳۷۸.ناشر چاپ دوم ثالث
5. کوچه باغ حرف: این مجموعه در برگیرندهٔ کلیهٔ اشعار شاعر در قالب رباعی است که در یک کتاب گردآوری و تدوین شده‌است، به کوشش: حامد فومنی. ناشر: هدایت، چاپ اول ۱۳۸۲.
6. خیاله گرده گیج (پرسه خیال): مجموعه شعر گیلکی همراه با آوانگاری و برگردان فارسی و توضیح و تشریح لغات و اصطلاحات گیلکی که در آغاز این کتاب به قلم شمس لنگرودی، حافظ موسوی، دکتر احمد ابومحبوب، دکتر علیرضا حسن زاده نظرات و دیدگاه‌های این شخصیت‌ها دربارهٔ شعر و جایگاه ادبی شیون آمده‌است و یادداشتی به قلم حامد فومنی در خصوص چگونگی گردآوری این کتاب ذکر شده‌است. به کوشش و پژوهش: حامد فومنی، ناشر، ثالث، چاپ اول ۱۳۸۷
7. آلبوم صوتی منظومه گیلکی "گاب دکفته بازار" به کوشش: حامد فومنی و همکاری هنرمندان تئاتر گیلان. این منظومه گیلکی در قالب نمایشنامه منظوم به روایت حامد فومنی و اجرای هنرمندان تئاتر و در پایان با اجرای ترانه گیلکی با صدای سعید تحویلداری و آهنگسازی اکبر کنعانی منتشر شده‌است.
8. آلبوم صوتی "هلاچین" (مجموعه ترانه‌های گیلکی شیون فومنی) با صدای ناصر مسعودی، آهنگساز: مسعود لاهیجی، تنظیم موسیقی: رضا فدائی، دکلمه: حامد فومنی منتشر شده‌است.

## بزرگداشت و نامگذاری خیابان
در ۲۷ آبان ۱۳۹۹ خیابان دوم در محدوده خیابان کلاهدوز بنام شیون فومنی تغییر نام یافت. 